# Atractocolax
Atractocolax är ett släkte av svampar. Atractocolax ingår i klassen Microbotryomycetes, divisionen basidiesvampar och riket svampar.
|              | Sporidiobolales                           |
|              |                                           |
|              | Microbotryales                            |
|              |                                           |
|              | Leucosporidiales                          |
|              |                                           |
|              | Heterogastridiales                        |
|              |                                           |
| Atractocolax | \| \| Atractocolax pulvinatus \| \| \| \| |
|              | \| \| Atractocolax pulvinatus \| \| \| \| |
|              | Curvibasidium                             |
|              |                                           |
|              | Kriegeria                                 |
|              |                                           |
|              | Crucella                                  |
|              |                                           |
|              | Camptobasidium                            |
|              |                                           |
|              | Atractocolax pulvinatus                   |
|              |                                           |

|  | Atractocolax pulvinatus |
|  |                         |